# HMS Vetch (K132)
L'HMS Vetch (K132) va ser una corbeta de classe Flower que va servir a la Royal Navy durant la
Segona Guerra Mundial. Després d'ajudar a escortar molts combois i enfonsar dos submarins, va ser donada de baixa i venuda el 1945.

## Comanda i construcció
Com a part del Programa de Guerra de 1939, l'HMS Vetch va ser encarregat el 12 de desembre de 1939 a Smiths Dock Company Limited de Middlesbrough. No es va posar la quilla fins al 15 de març de 1941, però va ser avarat ràpidament el 27 de maig de 1941 i va ser posat en servei a la Royal Navy l'11 d'agost de 1941.

## Servei de guerra
L'octubre de 1941, Vetch va ser assignat al 36è Grup d'Escorta (36 EG) amb seu a Liverpool, part del Comandament d'Aproximacions Occidentals. Entre el 20 d'agost i el 4 de setembre, el vaixell va ser sotmès a proves de mar a Tobermory i el seu primer servei d'escorta de comboi va ser amb l'OG 74 entre el 13 i el 27 de setembre de 1941 (que incloïa 27 vaixells més el primer transportista d'escorta, l'Audacity i l'Ocean Boarding Vessel, Corinthian que era continuant cap a l'Atlàntic Sud).
L'OG 74 estava protegit pel balandre Deptford i altres corbetes (Arbutus, Marigold i Pentstemon). El comboi va ser detectat per un submarí el 20 de setembre que el va seguir i va informar de la posició del comboi a la seu alemanya. Un avió de l'Audacity va obligar aquest submarí a enfonsar-se i el submarí també va ser atacat pel Deptford i l'Arbutus (aquests vaixells van ser rellevats per destructors i es van tornar a incorporar al comboi). Altres submarins es van dirigir ara contra el comboi i dos vaixells mercants van ser enfonsats i durant un gir d'emergència quatre vaixells mercants es van deslligar del comboi. El 21 de setembre, un avió Condor alemany de llarg abast va localitzar el comboi i va bombardejar i enfonsar el Walmer Castle. L'Audacity va llançar Martlets que van aconseguir abatre l'avió alemany.
El Vetch va arribar a Gibraltar el 27 de setembre i el 36 Grup d'Escorta hi va romandre mentre escortava els combois HG 74 i OG 76 entre el 2 d'octubre i l'11 de novembre de 1941. Mentre que durant els escombrats ofensius al voltant de Gibraltar, el Vetch va detectar i atacar un contacte submarí el 6 de desembre aproximadament 15 milles des de la punta de Tarifa.

### Comboi HG 76
El 76 HG ara estava dirigit pel comandant "Johnnie" Walker a bord de l'HMS Stork. Un gran comboi, l'HG 76, format per 32 vaixells que va salpar el 14 de desembre de 1941 des de Gibraltar. La protecció va tornar a ser de l'Audacity i els balandres Stork i Deptford més les corvettes Vetch , Convolvulus , Marigold , Pentstemon , Rhododendron i Samphire. També es van detallar els destructors de classe Hunt HMS Blankney i HMS Exmoor, així com el destructor de classe Town HMS Stanley.
Walker va introduir nous mètodes per combatre l'amenaça dels submarins i va utilitzar amb èxit els avions d'Audacity per localitzar submarins que després van ser atacats. Durant el viatge del comboi van ser enfonsats cinc submarins (U-127, U-131, U-434, U-574 i U-567) així com dos avions Còndor, però les pèrdues van ser importants: l'Audacity (perdut el 21 de desembre), el Stanley (perdut el 19 de desembre) i dos vaixells mercants van ser enfonsats.
L'abril del 1942, Vetch havia estat equipat amb un radar tipus 271 amb el qual, mentre escortava el comboi OG 82 a l'Atlàntic Nord, al sud-oest d'Irlanda, va detectar l'U-252 que després va enfonsar amb l'ajuda del Stork.
El 36 EG va ser dissolt el juny de 1942 i Vetch va continuar amb altres grups d'escorta fins a 1944. El 25 de maig de 1943, mentre escortava un comboi cap a Alger, va enfonsar l'U-414 a la Mediterrània occidental al nord d'Orà. Va romandre als combois d'escorta del Mediterrani en suport de l'operació Husky.
El 29 de juny de 1945, el Vetch va arribar a Gibraltar i va ser posat en reserva de la marina. El 23 d'agost de 1945 va ser cedida al govern grec i va canviar el nom pel de Patrai.

### Servei civil
Els grecs van vendre el Patrai el 1951 i el vaixell va ser rebatejat com a Olympic Hunter. El 1956 va ser revenut com a Otori Maru No.18 i va navegar fins al 1966 quan finalment va ser desballest.